# Itel Mobile

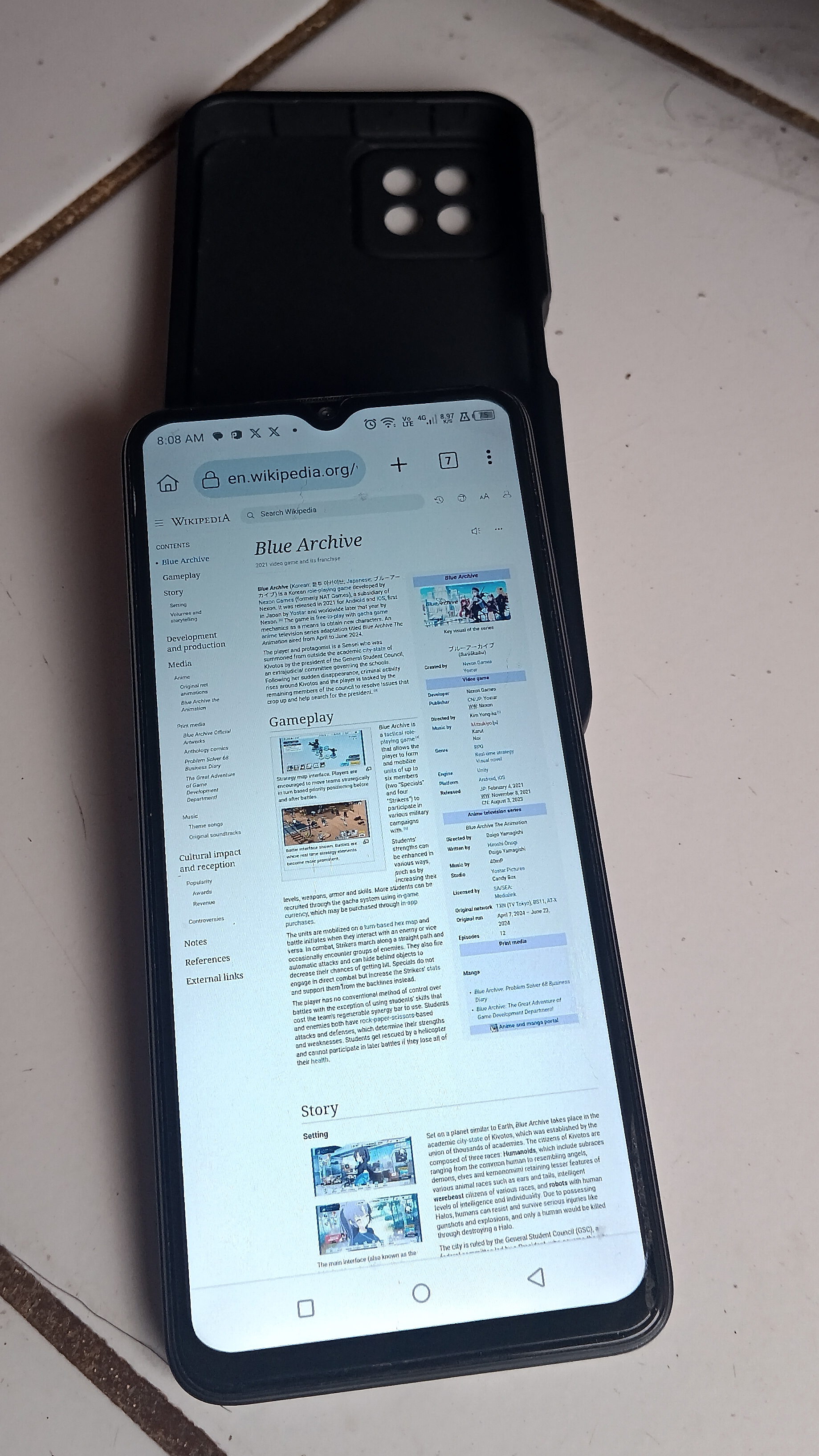
Smartfon Itel S23

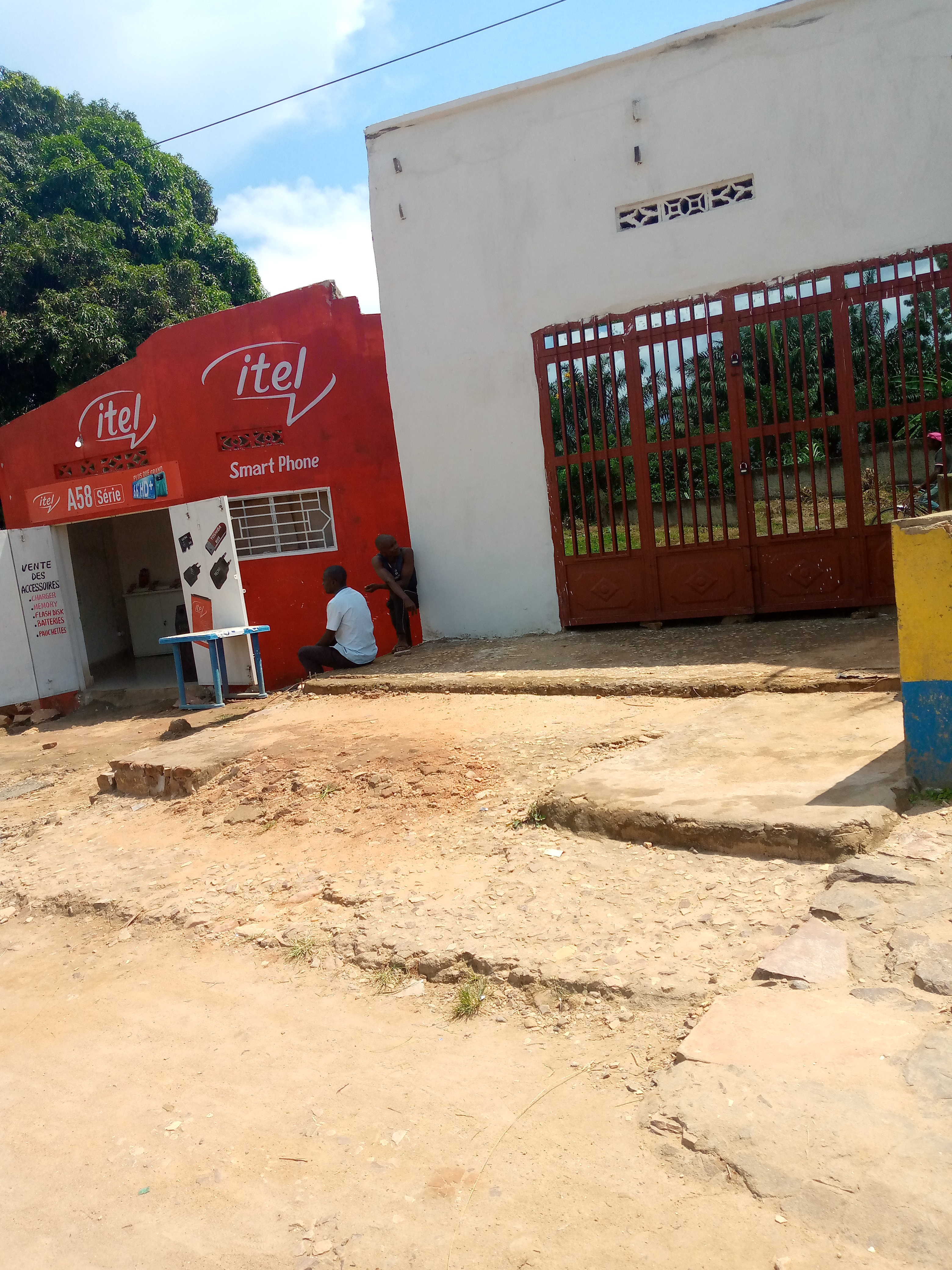
Sklep Itel Mobile

Itel Mobile Ltd. – chiński producent urządzeń mobilnych z siedzibą w Shenzhen. Należy do koncernu Transsion. Przedsiębiorstwo jest zarejestrowane w Hongkongu.
Marka została zapoczątkowana w 2007 roku, jako siostrzana marka Tecno.
Oferta Itel obejmuje m.in. telefony komórkowe (w tym smartfony) i tablety, laptopy, akcesoria mobilne (słuchawki, głośniki, powerbanki), a także urządzenia ubieralne. Producent wprowadził na rynek również telewizory i niewielki sprzęt AGD.
Pod marką Itel są sprzedawane urządzenia w segmencie budżetowym. Pierwotnie oferta Itel miała być skoncentrowana na prostych telefonach komórkowych (feature phones). Produkty Itel są skierowane na rynki wschodzące. Od 2008 roku koncern Transsion zaczął rozwijać działalność w Afryce Subsaharyjskiej, promując marki Tecno i Itel. Według danych International Data Corporation (IDC) w 2017 roku produkty Transsion miały największy udział w afrykańskim rynku telefonów komórkowych.